# Idioma kerek
El idioma Kerek o el idioma de Kereks (nombre propio - aӈӄalҕakku), es parte de la familia de idiomas Chukchi-Kamchatka; se puede considerar como una de las lenguas o dialectos tribales de la comunidad lingüística Koryak. Dado que los Kerek vivían en contacto directo con los Chukchi, las características de Chukchi se notan en el idioma Kerek. El idioma se difundió en Chukotka a lo largo de la costa del mar de Bering desde el estuario de Anadyr hasta el cabo Olyutorsky en Kamchatka; luego, el área se estrechó desde el sur hasta la desembocadura del río Opka (algo al norte de la frontera geográfica de Kamchatka).
El idioma Kerek no está escrito. El folclore se transmite por vía oral. Los primeros registros de muestras folclóricas en idioma Kerek se remontan a los años 60 del siglo XX. El idioma de la comunicación interétnica era el chukchi, en menor medida el ruso.
En el siglo XX, los Kereks fueron asimilados casi por completo por los Chukchi. En 1991, sólo tres personas hablaban Kerek: Ivan Uvagyrgyn (dialecto Khatyr), Nikolay Etynkeu y Ekaterina Khatkana (dialecto Meynypilgyn). El idioma se considera extinto desde 2005, año de la muerte del último de los hablantes. Según el censo de 2010, 10 personas declararon tener dominio del idioma Kerek.

## Morfología
El idioma Kerek es aglutinante y tiene las mismas características morfológicas que otros idiomas Chukchi-Kamchatka: la posición de la raíz en la cadena lineal de la forma de la palabra no es fija; afijación predominante; los morfemas de afijos están representados por sufijos, prefijos y circunfijos; composición e incorporación desarrolladas; Se presenta la construcción analítica y la reduplicación de la raíz nominal.

## Vocabulario
El vocabulario del idioma Kerek es general Chukchi-Koryak; en realidad, palabras de Kerek, según los cálculos de V. V. Leontyev, - no más del 25%. Hay muy pocos préstamos rusos.

## Literatura
- Volodin A.P. Folleto para la descripción de la gramática del idioma Kerek (grupo Chukchi-Kamchatka) // Idiomas de los pueblos de Siberia. Estudios de gramática. Colección de artículos científicos. Novosibirsk, 1991.
- Volodin A.P. Kerek language // Idiomas de los pueblos de Rusia. Libro rojo / Cap. ed. V.P. Neroznak. - M .: Academia, 2002.- 378 p. - ISBN 5-87444-149-2. - S. 90-93.
- Leont'ev V.V. Etnografía y folclore de los Kereks. M., 1983.
- Skorik P. Ya. Kerek language // Idiomas de los pueblos de la URSS. L., 196